# 莫伊塞·基恩
莫伊塞·比奧蒂·基恩（義大利語：Moise Bioty Kean，義大利語發音：[ˈmɔis ˈkɛn, ˈkin]；2000年2月28日—），是一名意大利职业足球员，司職前鋒，現時於意甲球會費倫天拿效力，他也是義大利國家足球隊的一員。
2016年11月，他成為第一位於歐洲五大聯賽上陣的2000年代球員，同月在歐冠創下同樣紀錄，除此之外他是首位2000年代的意大利國家隊正選與進球球員。

## 俱樂部生涯

### 青訓
基恩在童年時被雷納托·比亞西發掘，在加入杜里諾青訓前他便被其安放在阿斯蒂的青年隊內。然而杜里諾在基恩滿10歲時並未與其續約（在球員年滿10歲前，球隊每年都要為其續約），反而任由他被同市死敵尤文图斯簽下。在尤文圖斯青年隊的最後一個賽季中，他在25場比賽中攻入24球。

### 尤文圖斯

#### 2016–17：亮相賽季
基恩於2016年11月19日以16歲23天之齡，在對陣佩斯卡拉的比賽中於84分鐘替補馬里奧·曼祖基奇，達成其首次意甲上陣，該場比賽他們亦以3–0大勝。因著這次亮相，他得以成為「老婦人」史上最年輕的首秀球員和首位在歐洲五大聯賽上陣的2000年代球員。同年11月22日的歐冠尤文圖斯以3–1戰勝塞維利亞的比賽中，基恩再次替補登場，也因此成為第一位在歐冠上陣的2000年代球員。2017年5月27日，基恩在對上博洛尼亚的意甲收官戰中射入致勝球，助尤文圖斯以2–1在客場全取三分，而這球亦令他成為首位在歐洲五大聯賽入球的00年代球員。

#### 2017–18：外借至維羅納
獲續約至2020年6月30日後，基恩在2017年8月31日被尤文圖斯外借至維羅納，為期一年。9月10日，他在對陣佛罗伦萨的意甲比賽中於46分鐘替補阿萊克斯·費拉里亮相，該場比賽他們以5–0在主場大勝。同年10月1日，基恩在對上前東家杜里諾的比賽中攻入自己在維羅納的首球，助球隊以2–2在客場戰平對手。
2018年1月28日，基恩在4–1戰勝東主佛罗伦萨的比賽中取得自己在意甲的首個梅開二度，成為繼皮耶特羅·佩萊格里後第二位創得此舉的2000年代球員。他整個賽季總共有20次出場和4次進球。

#### 2018–19：重回尤文圖斯
2019年1月12日，基恩在以2–0客場戰勝博洛尼亞的意大利盃比賽中打進一球。3月8日，他在對陣烏迪內斯的比賽中於上半場便梅開二度，助「老婦人」取得一場4–1的大勝。同年4月2日，基恩在對上卡利亞里的客場比賽中射入球隊的第二球，在比賽途中，他遭受主隊球迷的種族歧視。莱昂纳多·博努奇嚴厲批評其隊友，指責任應歸咎於基恩的過度慶祝。牙買加裔英格蘭球員拉謙·史達寧形容前者的言論「可笑」，意大利國家隊成員马里奥·巴洛特利和前尤文圖斯球員保羅·博格巴亦對此作出譴責。博努奇之後透過意大利天空體育的訪問，暗指基恩的慶祝會引起了球迷的起哄，他表示：「當基恩進球後，他應該知道要與隊友們一起慶祝的，他知道自己可以做一些其他的事情。進球後，有球迷說出帶有種族歧視成分的揶揄，布萊瑟當時也被激怒了。我認為雙方都有責任，因為莫伊塞不能那樣做，那位看台上的球迷亦然。我們是職業人士，需要為業界樹立榜樣，而不是挑起紛爭」。
四天後，基恩板凳出發，為球隊攻進對AC米蘭的致勝球，該場比賽他們以2–1取勝。同月13日，他在對陣史帕爾2013的比賽中又再取得入球，延續其在俱樂部和國家隊的入球走勢。

### 愛華頓

#### 2019：加盟愛華頓
2019年8月4日，基恩以3000萬歐元（浮動條款可達4000萬歐元）加盟愛華頓，球員號碼定為27號。

### 巴黎聖日耳曼
2021年2月16日，基恩在2020–21年歐洲冠軍聯賽淘汰賽踢進16強階段第一個進球，首回合球隊在客場對上巴塞隆納以4-1獲勝。

## 國家隊生涯
基恩出生於義大利，同時擁有科特迪瓦血統，因此他能夠代表意大利或科特迪瓦參賽，而基恩最後選擇了意大利。

### 青年梯隊
自2015年起，基恩便開始為意大利U15和U17效力，並為後者出戰了2016年和2017年的U17歐國盃，同時也分別為這兩屆比賽攻入一球。基恩代表意大利U19時曾出戰2018，並分別在小組賽對陣挪威U19和半決賽對陣法國U19的比賽中進球。他在決賽對上葡萄牙U19時在下半場從板凳出發，梅開二度助已隊一度反超前，但最終意大利U19於點球大戰以3–4不敵對手，飲恨以亞軍收官。
基恩首次代表意大利U21上陣是在2018年10月11日於烏迪內舉行的友賽，該場他們以0–1敗給比利時U21。他的第一個U21進球則是在同年10月15對陣突尼西亞U23的比賽中出現，助球隊以兩球戰勝對手。

### 成年隊
2018年11月，基恩獲成年隊主帥羅拔圖·文仙尼徵召。同月20日，他以18岁265天之齡在對陣美國的比賽中完成其意大利成年隊首秀，該場賽事亦以1–0全身而退。2019年3月23日，基恩在2020年歐洲國家盃外圍賽對上芬蘭的比賽中攻入其成年國家隊的首球，助球隊以2–0於主場帶走勝利。他亦憑此成為意大利成年隊史上最年輕的首次亮相前鋒，以及第二年輕的意大利成年隊進球球員，僅次於當時只有18歲258天的布魯諾·尼科萊。同年3月26日，他在歐國盃外圍賽對陣列支敦士登的比賽中再攻進一球，助「藍衣軍團」以6–0大勝對手。

## 踢球風格
作為意大利足球界最有前途的球員之一，基恩是一個集速度、運球和強壯身體於一身，且有良好技術和射術的前鋒。他的主要用腳為右腳，首要位置則是中鋒，即使其有能力擔任影子前鋒，甚至是左翼或翼鋒。基恩最為人熟知的是其高速、制空能力、進攻動作和強大的體格，這些優點使他可以背身控住球後再射門以及利用敵隊球員的防守空位。基恩同時也是一位勤奮的球員，其防守貢獻也受到多方面的讚揚。

## 個人生活
基恩在2000年2月28日出生於韦尔切利，父親比奧盧（Biorou）和伊莎貝（Isabelle）都是象牙海岸人，兩人在基恩四歲大的時候離婚，他和他兩個兄弟因此跟隨其母親移居至阿斯蒂，基恩便是在那裡渡過大部分童年和青年，他的哥哥喬瓦尼亦是一位足球運動員，其生涯大部分時間皆混跡於意大利的低組別球會。基恩在童年時期是國際米蘭的球迷，而偶像亦是當時在該隊效力的奧巴費米·馬丁斯。

## 生涯統計

### 俱樂部
最後更新：2019年5月26日
| 俱樂部         | 賽季     | 聯賽     | 聯賽 | 聯賽 | 盃賽 | 盃賽 | 州際賽 | 州際賽 | 其他 | 其他 | 總計 | 總計 |
| 俱樂部         | 賽季     | 聯賽     | 上陣 | 進球 | 上陣 | 進球 | 上陣   | 進球   | 上陣 | 進球 | 上陣 | 進球 |
| -------------- | -------- | -------- | ---- | ---- | ---- | ---- | ------ | ------ | ---- | ---- | ---- | ---- |
| 尤文圖斯       | 2016–17  | 意甲     | 3    | 1    | 0    | 0    | 1      | 0      | —    | —    | 4    | 1    |
| 尤文圖斯       | 2018–19  | 意甲     | 13   | 6    | 1    | 1    | 3      | 0      | 0    | 0    | 17   | 7    |
| 尤文圖斯       | 總計     | 總計     | 16   | 7    | 1    | 1    | 4      | 0      | 0    | 0    | 21   | 8    |
| 維羅納（外借） | 2017–18  | 意甲     | 19   | 4    | 1    | 0    | 0      | 0      | —    | —    | 20   | 4    |
| 生涯總計       | 生涯總計 | 生涯總計 | 35   | 11   | 2    | 1    | 4      | 0      | 0    | 0    | 41   | 12   |

### 國家隊
最後更新：2019年3月26日
| 2018 | 1 | 0 |
| 2019 | 2 | 2 |
| 總計 | 3 | 2 |

#### 國家隊進球
| 球數 | 日期          | 場館                   | 對手       | 進球 | 結果 | 性質         | 來源   |
| ---- | ------------- | ---------------------- | ---------- | ---- | ---- | ------------ | ------ |
| 1.   | 2019年3月23日 | 義大利烏迪內弗留利球場 | 芬兰       | 2–0  | 2–0  | 歐國盃外圍賽 | [ 57 ] |
| 2.   | 2019年3月26日 | 義大利帕爾馬泰甸尼球場 | 列支敦斯登 | 5–0  | 6–0  | 歐國盃外圍賽 | [ 57 ] |

## 榮譽

### 俱樂部
尤文圖斯
- 意甲：2016–17，2018–19
- 意大利盃：2016–17
- 意大利超級盃：2018

### 國家隊
意大利U19
- 歐洲U-19足球錦標賽亞軍：2018（英语：2018 UEFA European Under-19 Championship）[37]

## 外部連結
- Moise Kean – Lega Serie A Profile （页面存档备份，存于） （意大利文）
- Moise Kean – FIGC Profile – Italy U21 （页面存档备份，存于） （意大利文）
- Moise Kean – FIGC Profile – Italy （页面存档备份，存于） （意大利文）